# Новгород (аеропорт)
Новгород — колишній аеропорт міста Великий Новгород. Неофіційна (розмовна) назва — Юр'єво.
На території аеропорту будується мікрорайон «Арказька слобода».
Існують плани по створенню поблизу Великого Новгорода нового аеропорту на базі військового аеродрому «Кречевіци», який реконструюється.

## Історія
Аеропорт збудовано в 1962 році на місці знесеного Арказького монастиря.
Аеродром мав спроможність приймати літаки Ан-24, Ан-26, Ан-32, Ан-72, Як-40 і всі легші за ці літаки, а також вертольоти всіх типів. Класифікаційне число ЗПС (PCN) 15/F/D/Y/T, максимальна злітна вага повітряного судна — 24 т.
З аеропорту здійснювалися регулярні пасажирські перевезення на літаках Як-40 і Ан-24 до Москви, Києва, Мінська, Риги, до міст Росії (всього — до 18), а на літаках Ан-2 — до райцентрів Новгородської області.
До Москви здійснювалося два рейси щоденно, о 8-00 і 17 годині, Як-40 прибував до аеропорту «Биково», квиток коштував 17 рублів, час у дорозі — 1 година 35 хвилин. Найдорожчий квиток був до Краснодара — 38 рублів у пізньорадянський період; рейс до Сімферополя коштував на рубль менше.
До Ленінграду (аеропорт «Пулково») можна було долетіти на Як-40 за 40 хвилин і 7 рублів. Існував також рейс до Ленінграду (аеропорти «Смольна», «Ржевка») на Ан-2.
Авіапарк аеропорту налічував 6 літаків Ан-2 і 7 літаків Як-40 (87260,87290,87489,87573,87575,87847,87999).
Пасажири прибували до аеропорту на автобусі (маршрут № 7), таксі. В одноповерховій будівлі аеровокзалу були: зал очікування, квиткові каси, довідкова, газетний кіоск; безпеку забезпечували два міліціонера. Від аеровокзалу на посадку пасажири йшли пішки, самостійно доставляючи свій багаж до багажного відділення літака.
Після розпаду Радянського Союзу пасажиропотік різко знизився; регулярні рейси припинилися в 1997 році. У 2004 році (рік 60-річчя ФГУП «НовгородАвіа») аеропорт отримав свій останній сертифікат відповідності терміном до 2006 року. Того року авіапарк налічував 3 повітряних судна: літаки Як-40, Ан-2 і вертоліт Мі-2. Майно аеропорту розпродавалося; останній Як-40 з бортовим номером RA-87575, що здійснив свій останній політ у 2005 році, в 2011 році розпиляли на металобрухт.
Аеропорт мав серйозні недоліки: небезпечна близькість до центру міста (що могло бути однією з причин авіакатастрофи 22 жовтня 1975 року), коротка злітно-посадкова смуга.

## Катастрофи
22 жовтня 1975 року зазнав катастрофи літак Як-40, який прямував за маршрутом Сиктивкар — Рига, з проміжною посадкою у Новгороді. При заході на посадку з прямої в тумані екіпаж помилково вирішив, що пролетів над ДПРМ, і продовжив зниження. За 700 м збоку від глісади на висоті 20 м шасі і крило зачепили дах друкарні, після чого літак пролетів над проспектом Карла Маркса, зачепив кілька дерев і зіткнувся з чотириповерховим житловим будинком. Від удару частина будинку зруйнувалася, виникла пожежа. Згоріла також автомашина, що проїжджала в момент катастрофи біля будинку. Загинуло 11 осіб (4 члени екіпажу, 2 пасажири, 5 жителів міста); вісім чоловік були поранені.

## Цікаві факти
- У 1976 році (після катастрофи 1975 року) прийнято рішення про перенесення цивільного аеропорту до селища Кречевіци для спільного базування з військовими на однойменному аеродромі. Будівництво, що почалося, припинилося в 1987 році. У 2006 році (при губернаторі М. М. Прусаку) подовжено на 500 метрів ЗПС (в результаті довжина ЗПС збільшилася з 2 до 2,5 км). Плани з будівництва пасажирського терміналу на 300 пасажирів і введення аеропорту в експлуатацію до 1150-річчя Великого Новгорода (2009 рік) не здійснені[9].
- У 1983-му році новгородському клубу авіаторів передали літак Ту-114 з бортовим номером 76459, що раніше належав Транспортному управлінню міжнародних повітряних ліній Аерофлоту (ТУМПЛ) в Шереметьєво. Незважаючи на коротку злітно-посадкову смугу новгородського аеропорту, Ту-114 прибув до Новгорода своїм ходом. У 1990 році літак спалили невідомі хулігани, згодом його розпиляно й утилізовано.
- Кілька років поспіль на території колишнього аеропорту проходив автофестиваль «Nord Race».
- На території аеропорту дотепер є найкраще оснащений у місті майданчик для ігор у пейнтбол.
- У 2010 році землю аеропорту приватизували. Наразі йде будівництво житлового комплексу «Арказька слобода».
- Для гри Microsoft Flight Simulator є доповнення до аеропорту Пулково[10], в яке також входять 3 аеропорти Новгородської області — Новгород, Кречевіци і Сольци.
- На території аеропорту проводилися гонки програми «Автомобіль» в межах рубрики «Поганяємо» (у перших випусках).